# Wołodymyr Oskiłko
Wołodymyr Pantelejmonowycz Oskiłko (ukr. Володимир Пантелеймонович Оскілко, ur. 1892 w Grodku k. Równego, zm. 19 czerwca 1926 tamże) – ukraiński działacz społeczny i wojskowy, ataman i generał-chorąży armii Ukraińskiej Republiki Ludowej, organizator i dowódca północnej grupy wojsk URL.

## Życiorys
Od 1914 służył w armii rosyjskiej, szybko awansował do stopnia podpułkownika. Po rewolucji lutowej i obaleniu caratu został komisarzem Rządu Tymczasowego w Tule. Za rządów Dyrektoriatu Ukraińskiej Republiki Ludowej był jednym z przywódców Ukraińskiej Partii Socjalistów-Niepodległościowców. 29 kwietnia 1919 w Równem podjął nieudaną próbę przewrotu i przejęcia władzy, aresztując kilku ministrów i wysokich oficerów rządu URL. Rozpoczęły się walki, w których brał udział również Korpus Strzelców Siczowych. 30 kwietnia bunt został zlikwidowany, a Oskiłce z kilkoma współpracownikami udało się uciec z Równego i 12 maja zgłosić do przedstawicieli polskich władz. Został skierowany do obozu dla internowanych, następnie wyjechał do Wiednia. W 1921 powrócił do Równego, i zajął się wydawaniem gazety Dzwin. Na łamach gazety głosił program porozumienia z Polską i lansował hasło przyszłej federacji polsko-ukraińskiej. Kierował utworzoną przez siebie Ukraińską Partią Ludową.  W 1924 opublikował swoje wspomnienia Miż dwoma syłami. 29 czerwca 1926 został skrytobójczo zabity w swojej rodzinnej wsi przez nieznanych sprawców. Zabójstwo nastąpiło w miesiąc po zamordowaniu w Paryżu Symona Petlury. O zamach na Oskiłkę podejrzewano sowiecki wywiad.